# Batalha do Campo Falerno
A Batalha do Campo Falerno (217 a.C.) aconteceu durante a Segunda Guerra Púnica entre Cartago e a República Romana. Após a vitória no lago Trasimeno, o exército de Aníbal marchou para sul e chegou até a Campânia. Os cartagineses trasladaram-se até o Campo Falerno, um fértil vale de rio rodeado de montanhas. 
Quinto Fábio Máximo, que fora eleito ditador e comandante das forças romanas após a desastrosa derrota anterior, esquivou Aníbal e seguiu a estratégia de lutar somente sob condições favoráveis (o que se denominaria estratégia fabiana). Ocupou todos os vados do rio e os passos de montanha, encerrando os cartagineses no interior. Pela sua vez, e após esgotar todo o grão, gado e fornecimentos do território, Aníbal demonstrou umas brilhantes táticas militares para provocar aos romanos para que deixassem livre um dos passos de montanha. 
Apesar dos protestos dos seus oficiais, Fábio, que estava perto de um dos passos com as suas forças principais, opôs-se a atacar o exército cartaginês de frente e preferiu aguardar a desgastá-los dentro do vale sem comida nem água. Contudo, o exército cartaginês conseguiu escapar sem danos.

## Situação estratégica
A derrota das tropas romanas na batalha do Lago Trasimeno eliminara o exército consular romano que bloqueava a passagem direta de Aníbal para Roma. O outro exército consular, no comando de Cneu Servílio Gêmino, encontrava-se ao outro lado dos montes Apeninos, perto de Armínio. Esta força perdera a maior parte das suas tropas de reconhecimento quando a sua cavalaria, composta de 4 000 homens, fora destruída numa emboscada pelo comandante cartaginês Maárbal, imediatamente depois da batalha do Trasimeno.

### Movimentos de Aníbal no centro da Itália
O motivo pelo qual Aníbal não marchou para Roma é desconhecido, ao igual de que teria passado se o fizera imediatamente após a batalha do Lago Trasimeno. Em qualquer caso, o exército cartaginês marchou para a Úmbria, através da Perúgia. Se bem que Tito Lívio comentou que houve um assédio frustrado sobre Espoleto, uma colônia latina, Políbio não o menciona, e é provável que somente se tratasse de alguns fustigadores separados do exército principal. Aníbal, enquanto assolava a região, marchou através do Piceno para a costa do Adriático, atingindo Herita 10 dias após ter partido do Lago Trasimeno. Nesse lugar, Aníbal deu descanso ao seu exército, que naquele tempo sofria de escorbuto, e reequipou as suas tropas, líbias e africanas, com os apetrechos capturados aos romanos, para depois treiná-las. Por outro lado, utilizando o vinho de baixa graduação como medicamento, foi capaz de curar os cavalos do seu exército.

## Prelúdio

### Preparações romanas
O Senado e o povo de Roma, ao dar-se conta da gravidade da situação, decidiram escolher um ditador que dirigisse o exército romano. Por outro lado, e ao ter morrido um dos dois cônsules anuais, estando o outro fora de Roma com o seu exército, o ditador foi eleito em lugar de nominado. Quinto Fábio Máximo, membro da gens Fábia, cônsul em 233 e 228 a.C. e censor em 230 a.C. foi eleito como ditador. Por outro lado, normalmente o próprio ditador escolhia o seu mestre da cavalaria (magister equitum), mas no seu caso Fábio recebeu a nominação de Marco Minúcio Rufo, um plebeu, num gesto infrequente.
Fábio começou a trabalhar na restauração do moral do povo romano, bem como das defesas da cidade. As muralhas foram reparadas e Minúcio foi encarregado de recrutar duas legiões romanas e duas aliadas, bem como unidades de cavalaria auxiliar. As cidades latinas sem muralhas receberam ordens de ser abandonadas, e os seus habitantes deslocaram-se a cidades com proteção. Além disso, algumas pontes foram demolidas para dificultar o cruzamento dos cartagineses.
Fábio tomou um cuidado muito meticuloso na observação de todos os procedimentos religiosos vinculados aos assuntos de estado, bem como de todos os procedimentos civis, com a finalidade de incrementar o moral da cidade, após culpar à derrota anterior precisamente da inobservância destas questões.
Uma vez ficou claro que Aníbal não marchava contra Roma, Fábio ordenou ao exército de Servílio que avançasse para o Lácio, e ele próprio abandonou Roma para tomar o controle. Depois uniu-se ao recém recrutado exército de Minúcio e marchou pela via Ápia para Apúlia.

### Adoção da estratégia fabiana
Aníbal, enquanto isso, marchou em direção sul. O seu exército, descansado, com a saúde recuperada e retreinado e reequipado, foi deixando um rasto de desolação ao longo da Itália central à medida que assediavam a zona para tomar o grão, o gado, as provisões e fornecimentos que precisavam durante a sua marcha. Aníbal seguiu a planície costeira e depois dirigiu-se a oeste. Já perto de Arpi, o exército Romano às ordens de Fábio tomou contato com o exército cartaginês e acampou em Ecai, a seis milhas do acampamento inimigo. Aníbal ofereceu batalha, mas Fábio permaneceu no seu acampamento.
Durante os seguintes meses, Fábio usou a tática que seria conhecida mais adiante como "estratégia fabiana", que lhe daria o apelido de "O Retrasador". Dava igual o tipo de provocação que empregasse Aníbal, o exército romano sempre recusava entrar em confronto aberto, vigiava os cartagineses desde a distância e manobrava para controlar o terreno elevado e eliminar assim qualquer vantagem que a cavalaria cartaginesa pudesse ter. Pela sua vez, os destacamentos de aprovisionamento romanos sempre saíam cobertos por colunas de infantaria e cavalaria. Com isso, os destacamentos de aprovisionamento cartagineses encontravam-se em desvantagem e eram atacados quando era possível.
Com esta estratégia, Fábio deixou a iniciativa na contenda a Aníbal: embora não fosse capaz de detê-lo no saque e destruição de propriedades romanas, conseguiu que o seu exército ganhasse experiência de combate e ficasse intato. Além disso, a ameaça da intervenção do exército de Fábio permitiu que os seus aliados latinos não tivessem tentações de passar ao inimigo.

### Os cartagineses em Campo Falernos
Aníbal marchou a oeste, para Sânio, e depois deslocou-se a Benevento, assolando os territórios pelos quais passava. Fábio seguiu cautelosamente a Aníbal, mantendo as suas tropas em terreno elevado frente ao inimigo. De Benevento, que cerrou as suas portas ao exército cartaginês, Aníbal dirigiu-se a norte, a capturar uma cidade que pôde ser Venósia ou Telésia. Daí, Aníbal atacou em direção a sudoeste através de Alifas, Califas, cruzando o rio Volturno para Cales e depois para a planície perto de Casilino. Aníbal deu rede-a aos seus soldados nessas terras tão ricas, e ao longo do verão recolheu um rica pilhagem de gado, grão, fornecimentos e prisioneiros.
Aníbal entrou na armadilha, quer porque os seus guias confundiram "Canúsio" por "Casilino", quer porque os prisioneiros de Campânia sugeriram que Cápua podia mudar de bando se os cartagineses chegavam a essa região, coisa que não chegou a ocorrer.

### Fábio pega a Aníbal
Campo Falerno estendia-se a sul do Lácio e a norte de Cápua. Fábio reforçou Casilino e Cales a sul de Campo Falerno. Minúcio tomou uma posição a norte da planície para poder vigiar tanto a via Latina quanto a via Ápia, e Teno também foi reforçado com uma guarnição. O exército principal romano acampou perto do monte Másico, a norte da planície que se encontrava a oeste da posição de Minúcio, e preparado para sair na defesa da sua posição.
Um destacamento de 4 000 homens foi enviado para vigiar os portos de montanha do monte Calícula para leste da planície próxima a Alifas, um dos possíveis passos através dos quais Aníbal poderia entrar na planície (a situação exata é desconhecida e continua sendo debatida). Com isso, os romanos conseguiram encerrar os cartagineses na planície.
Embora havia oito possíveis rotas para sair do Campo Falerno, cinco delas ficavam bloqueadas por se encontrarem todas as pontes do rio Volturno nas mãos romanas. Portanto, somente havia três possibilidades de escape para Aníbal. Parecia que Aníbal somente podia atacar a posição romana diretamente para escapar, e que a única questão que ficava no ar era se escolheria essa perigosa manobra antes ou depois de ter ficado sem fornecimentos.

## A batalha

### Situação inicial
Fábio, enquanto isso, voltara a Roma para se encarregar de uma série de deveres religiosos. Além dessa desculpa formal, Fábio precisava visitar a cidade para poder defender a sua estratégia militar, pois os danos que Aníbal estava causando nas propriedades romanas começava a afetar os terratenentes da aristocracia.
Aníbal, uma vez que completou a sua missão de saque, decidiu deixar a planície, para não passar o inverno nela. Os romanos, guiados por Fábio, continuavam rejeitando atacar apesar das provocações que lhes enviaram. Aníbal, pela sua vez, não desejava sofrer muitas baixas num confronto frontal contra os acampamentos fortificados romanos situados nas zonas mais altas. Portanto, o exército cartaginês deslocou-se a leste, através da passagem perto do monte Calícula, pelo qual entraram na planície. Fábio antecipou o movimento e bloqueou a passagem com 4000 homens, acampando perto com o exército principal. Minúcio uniu-se ao exército com o seu contingente.
Aníbal, pela sua vez, preparou-se cuidadosamente para romper a armadilha na que estava metido. O dia antes da batalha mandou comer aos seus homens uma boa ceia e fez-lhes ir dormir cedo enquanto deixavam acesas as fogueiras dos acampamentos. Selecionaram 2000 bois dentre o gado capturado, com 2000 não combatentes que guiassem o gado e 2000 soldados de infantaria que guardassem o grupo. Nos chifres dos bois ataram lenhos secos e ramos em forma de tochas. Um oficial chamado Asdrúbal, que se encontrava ao cargo dos fornecimentos do exército (o mesmo que dirigiria a cavalaria pesada em Canas), supervisou toda a operação.
Sob o acampamento de Fábio a leste e a noroeste da passagem, aos pés do monte Calícula, havia uma elevação. Os lanceiros cartagineses deviam capturar esse penhasco e mantê-lo.
Por outro lado, Apiano  relata que Aníbal executou 5000 prisioneiros para que não provocassem problemas antes da partida, se bem que o incidente não o menciona nem Políbio nem Tito Lívio.

### Enfrentamento
Na hora estabelecida, depois de transcorrer a terceira parte da noite, o exército cartaginês preparou a marcha o mais silenciosamente possível. As forças escolhidas com o gado marcharam para o seu destino, e quando se acercaram o suficiente acenderam os lenhos e tochas atadas aos chifres dos bois. Os bois, assustados, correram em debandada, provocando um grande estrondo que, com as chamas, atraiu a atenção dos romanos situados no acampamento de Fábio, bem como do destacamento que guardava a passagem. As reações destas forças foi muito diferente.
Fábio recusou sair apesar dos rogos dos seus oficiais e do seu segundo ao comando. O exército romano permaneceu em guarda, mas não saiu a enfrentar-se ao inimigo. Fábio não desejava lutar uma batalha noturna, temendo algum truco púnico que procurasse fazer lutar aos romanos numa batalha sobre terreno desigual, e em onde a infantaria romana perderia a vantagem ao estar rotas as suas filas e a comunicação. A força romana de defesa da passagem, porém, sim se lançou ao ataque sobre o que pensavam que era o exército cartaginês que intentava ultrapassar a sua posição para escapar.
Tão logo os romanos abandonaram a sua posição, o exército principal de Aníbal abandonou o acampamento. A infantaria africana ia em cabeça, a cavalaria e o gado seguiam-nos e os mercenários celtas e hispânicos cerravam a marcha. O exército atravessou a passagem sem problemas, pois Fábio não saiu ao seu encontro. Pela sua vez, a força romana que atacava a avançada cartaginesa ficou descolocada quando se encontraram com o gado. Este saiu em debandada, rompendo as suas linhas, com o que os lanceiros cartagineses puderam emboscá-los. O pior foi que, quando já começava a amanhecer, apareceu um grupo de infantaria hispânica, expertos na guerra de montanha, que matou mais de mil romanos e conseguiu resgatar os lanceiros e os não combatentes cartagineses, bem como uma parte do gado.

## Feitos posteriores
A imagem política de Fábio começou a desgastar-se a partir deste incidente, que implicou um acréscimo em Roma do descontente com as suas táticas militares. Aníbal, após escapar da armadilha na que se metera, marchou a leste para Apúlia, arrasando as propriedades romanas à vontade. Fábio, pela sua vez, continuou mantendo uma cautelosa tática de seguimento, ao mesmo tempo que ordenava queimar cidades e arrasar os campos que se encontrassem ao passo de Aníbal, numa tática de terra queimada. Aníbal, ao contrário dos romanos, não contava com uma cadeia de fornecimentos para o seu exército, pelo qual a tática de Fábio tomava os recursos aos que podia aceder e viu-se obrigado a abandonar a zona. Marchou para leste, através do Sánio e para Apúlia, e escolheu a cidade de Gerônio como a sua base invernal. Os cartagineses voltariam a fazer dano ao exército romano na batalha de Gerônio.

## Importância da batalha
A batalha em si foi menor que a batalha de Ticino. Embora Fábio não caísse nas armadilhas preparadas por Aníbal, a sua força de bloqueio sim que o fez. Leonard Cottrell, no seu livro "Hannibal: Enemy of Rome", escreveu que o truco foi desenhado para ser reconhecido por Fábio como tal. Aníbal supostamente teria estudado a mente do seu oponente e preparou um plano para fazer-lhe agir exatamente como Aníbal precisava. Fábio pensou que Aníbal intentava fazer-lhe lutar uma batalha noturna em território desigual, em onde a infantaria romana perdia as suas maiores vantagens, a disciplina e o trabalho em equipa, e que a sua formação se veria desorganizada. Dado que Aníbal estava escolhendo a hora e o lugar do confronto, era muito possível que tivesse preparadas outras surpresas para ganhar mais vantagem aos romanos, pelo qual Fábio fez o que Aníbal aguardava, ou seja, nada.
Pela sua vez, os romanos que guardavam a passagem e que não tinham a Fábio para os dirigir, pensaram que faziam o seu trabalho quando saíram a evitar a fuga cartaginesa. Uma vez mais, agiram como Aníbal antecipara. 
Pareceria que ambos os comandantes seguissem de algum modo uma das observações de Sun Tzu: "Uma batalha que se evita não pode ser perdida". Fábio, que evitara uma batalha campal com Aníbal encontrava-se com este, que agora tinha de fazer o mesmo porque teria tido que assaltar as posições fortificadas romanas diretamente. B.H. Liddell Hart observa nos seus livros Strategy e Great Captains Unveiled que os melhores generais normalmente entendiam o conceito de economia da força e do valor das aproximações indiretas, bem como as implicações de outra das observações de Sun Tzu: "Conhece o teu inimigo e conhece-te a ti mesmo, e a vitória será tua". Aníbal demonstra todos estes fatores no seu planejamento, implementação e orquestração deste pequeno mas significativo episódio.
Outro ano faria outra demonstração devastadora das suas habilidades na batalha de Canas. Além disso, uma operação noturna como essa precisa sempre de uma boa disciplina e controle, algo que os cartagineses demonstraram com acréscimos neste episódio.